# Uomo che si asciuga la gamba
Uomo che si asciuga la gamba (Homme s'essuyant la jambe)  è un dipinto a olio su tela (125x120 cm) realizzato nel 1884 dal pittore impressionista Gustave Caillebotte e conservato nel Museum of Fine Arts di Boston. 
Il dipinto è compagno di Uomo al bagno (Homme au bain), dipinto da Caillebotte nello stesso anno.

## Descrizione
Così come Uomo al bagno, anche Uomo che si asciuga la gamba rappresenta un uomo nudo mentre si asciuga con un telo dopo essere uscita da una vasca da bagno di metallo nell'angolo della stanza. L'uomo è seduto sulla sedia che nell'altro quadro è occupata dai vestiti, e alza la gamba sinistra per asciugarla. Il quadro è più stilizzato e minimalista del "compagno": assente è il tappetino ai piedi della vasca, così come sparite sono anche le impronte bagnate che l'uomo ha lasciato dietro di sé uscendo dal bagno.

## Analisi
Il tema del bagno, dell'asciugature e dalla toletta era piuttosto comune nell'arte francese del secondo XIX secolo, anche se i soggetti dipinti in questo genere erano prevalentemente femminili. Così come per Uomo al bagno, anche in Uomo che si asciuga la gamba Caillebotte si allontana dal nudo accademico e eroico a favore di un soggetto quotidiano di stampo quasi realista. Norma Broude ha fatto notare come il quadro sovverte le aspettative del pubblico sul soggetto, non solo presentando un soggetto maschile e non uno femminile, ma anche mostrandolo in un contesto di intimità e vulnerabilità. I modelli di riferimento erano probabilmente le diverse bagnanti di Degas, alcune delle quali presenti proprio nella collezione privata di Caillebotte, e in questo caso l'artista si mantiene relativamente più vicino al prototipo di Degas rispetto a Uomo al bagno. In entrambi i casi, la scelta del modello e del genere suggerisce che Caillebotte faccia un passo in direzione del realismo proprio per allontanarsi dal nudo accademico e mostrare un altro modello di mascolinità.